# 大矢知素麺

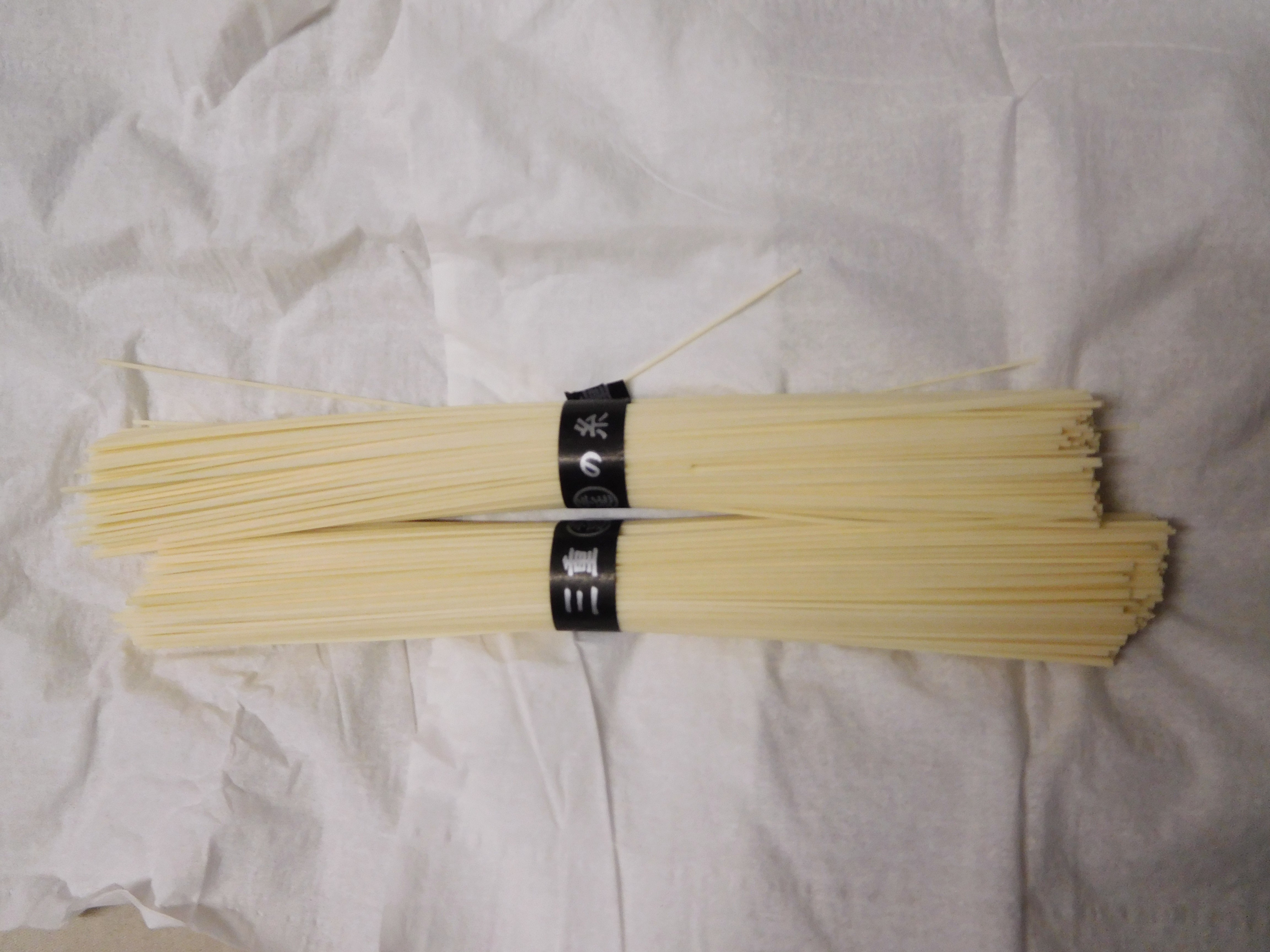
大矢知素麺「三重の糸」

大矢知素麵（おおやちそうめん）は、 江戸時代の幕末期から「三重の糸」、「伊勢そうめん」として知られ、農家の副業として生産されるようになった三重県四日市市大矢知地区の特産品の素麵である。太麺であることと、コシの強さを特徴とする。

## 起源
大矢知の手延べ素麵は、江戸時代のある日に1人の旅の僧侶が朝明川畔の農家に一夜の宿を乞い、その大矢知地域の人々の親切なもてなしに大変喜びお礼として素麵の作り方の秘伝を授けたのがその起源とされる。他の説として、揖保乃糸の産地である播磨国からの移住者が生産を始めたのが起源とするというものがある。
三重県の北勢地域は小麦産地であり、大矢知周辺は朝明川の清流と鈴鹿おろしの吹く環境を背景として、素麺作りに適した条件が整っていた。

## 歴史
幕末から明治初期に大塚源造・春日部金五郎らが素麵造りに従事していたが、兵庫県武庫郡深江村の田中栄五郎・姫路の酒井富蔵・伊勢田直吉が来村して灘式の素麵つくりを開始した。その技術の優秀さにひかれて水谷五松ほか数名がその灘式素麵技術を習得して、本格的な素麵造りが開始された。
1897年（明治30年）頃には大矢知を中心にして185戸が生産に従事して192,373円の生産額を上げた。しかし生産額の増加により粗悪品も出始めて、大矢知素麵の評価は下落の傾向を見せ、市場取引を困難として、1907年（明治40年）頃には12,000円に落ち込んだ。これを憂いた佐藤大矢知村長はその打開策として1910年（明治43年）9月に同業組合を創設して、品質の管理・品質の改善、原料の共同購入、製品の共同販売などを実施した。1912年（大正元年）には生産額は340,000円以上に上昇して戸数も276戸と増加した。大矢知地区の素麵作りはほとんどが農家が真冬の農閑期を利用した副業であった。大正時代には三重郡富田町・富洲原町・川越村・朝日村・八郷村・下野村でも素麵作りがされるようになり、300戸以上の製造業者がいた。製法も大正中期から機械生産に移行して手延べ素麵の生産額は減少に至った。製造工場に製造農家が圧迫され、1930年（昭和5年）には244戸となり、1940年（昭和15年）には185戸の戸数が減少している。
太平洋戦争中の休業状態から再開して、1951年（昭和26年）の小麦の食糧統制が撤廃後、再び製麺業が活発化した。1955年（昭和30年度）には100戸以上が製麺業に従事し、生産量も9kg入り6万箱をこすほどとなった。しかしその後は大矢知地区の都市化・住宅化が進展、農家や素麵製造業者よりサラリーマン家庭が急増。大矢知素麵従事戸数は、1970年度（昭和45年度）には約40戸となり、生産量も3万箱と半減している。銘柄としては「皇国の糸」「光栄の糸」「八幡の糸」「三重の糸」「桜の糸」「藤の糸」「朝明の糸」などがあった。手延べ冷麦の製造は1959年（昭和34年）に人見実によって考案された。冷麦生産の開始後、冷麦の生産量が多くなり、冷麦生産が主体となっている。
2015年（平成27年）現在では、「金魚印」「麦印」「扇印」の三つの銘柄があり、6軒ほどの製麺所にて、製造が行われている。

## 生産量
大矢知素麺の生産量は日本の素麺生産量の1%にも満たない。大矢知素麺に限った統計ではないが、「米麦加工食品生産動態等統計調査」（農林水産省）の「乾めん類の都道府県別生産量」によると、平成21年度（2009年度）においては、三重県は「そうめん」で全国第12位（小麦使用トン数で1140t、以下同じ）、「手延そうめん」で全国第9位（179t）、「ひやむぎ」で全国第16位（232t）、「手延ひやむぎ」で全国第2位（530t）である。
中部地方でほぼ消費されており、他の地域ではあまり流通していない。生産者の後継者不足、家内工業的な小規模生産のため、供給が需要に追い付いていない。